# Гаванский металлургический комбинат имени Хосе Марти
Гаванский металлургический комбинат имени Хосе Марти (исп. Empresa Siderúrgica José Martí) — промышленное предприятие, расположенное в Которро (юго-восточном районе Гаваны), основная продукция — сталь и стальной прокат.

## История
12 мая 1957 года началось строительство небольшого металлургического завода «Antillana de Acero», который был введен в эксплуатацию 4 мая 1958 года.
После победы Кубинской революции в январе 1959 года и введения США санкций против Кубы положение завода осложнилось.
В 1961 году правительством страны было принято решение о создании на базе трёх небольших передельных предприятий чёрной металлургии единого предприятия (названного в честь кубинского поэта-революционера Хосе Марти). В ходе переговоров 27 августа - 3 сентября 1962 года в Москве было подписано соглашение о содействии СССР в реконструкции и строительстве кубинских предприятий чёрной металлургии.
В марте 1967 года к двум действовавшим мартеновским печам добавились две новые печи ёмкостью 70 и 140 тонн, также были реконструированы прокатный стан «720» и мелкосортный стан «300», переоборудованы другие агрегаты. В 1972 году комбинат выплавил 186,5 тыс. тонн стали и выпустил 153,7 тыс. тонн проката.
В 1973 году был реконструирован при содействии СССР - и произвёл 220,6 тыс. тонн стали и 193 тыс. тонн проката; в 1974 году - выплавил 250 тыс. тонн стали.
В начале 1980х годов началась реконструкция комбината с целью увеличения мощности до 600 тыс. тонн стали в год. Продукция экспортировалась.
В 1987 году здесь началось строительство электроплавильного цеха (который предполагалось ввести в эксплуатацию в 1989 году).
В 2006 году производственная мощность предприятия составляла около 300 тыс. тонн стали в год, вместе с другими предприятиями передельной чёрной металлургии комбинат входил в состав государственной корпорации «Grupo Metalurgico Acinox». Основным сырьём являлся лом чёрных металлов (в том числе, импортируемый), в меньшей степени использовалась железная руда (получаемая в ходе добычи никель-хромовых руд).
В 2015 году правительство РФ предоставило Кубе кредит в размере 100 млн. долларов США на модернизацию комбината.
Весной 2018 года началась подготовка 370 кубинских рабочих, инженеров и специалистов в учебном центре литейно-прокатного завода в Ярцево. Также для комбината были заказаны и в июне 2018 года - поставлены два самосвала ТОНАР-45251 грузоподъёмностью 45 тонн (которые используются для перевозки металлолома и шлака). В августе 2019 года воронежский завод "Siemens" поставил для комбината четыре трансформатора мощностью от 12,5 до 125 МВА классами напряжения 35 кВ и 220 кВ в специальном "тропическом" исполнении.
В 2021 году министерство промышленности Кубы выделило финансирование на продолжение модернизации предприятий металлургической промышленности, и в 2022 году начались работы по модернизации оборудования на комбинате имени Хосе Марти. В том же 2022 году Электростальский завод тяжёлого машиностроения изготовил и поставил для комбината сортовой стан. 19 мая 2023 года работы по модернизации предприятия в соответствии с кубинско-российским соглашением 2015 года (в которых участвовали более 20 предприятий и организаций РФ) были завершены - был введён в эксплуатацию электросталеплавильный цех мощностью 220-230 тысячи тонн жидкой стали в год.